# Eleccions legislatives gregues de gener de 2015
Les eleccions legislatives gregues de 2015 van tenir lloc el 25 de gener de 2015. Es van disputar 250 dels 300 escons del Parlament Hel·lènic. Els altres 50 escons restants s'adjudiquen directament al partit amb més nombre de vots.

## Antecedents

### Eleccions legislatives del 2012
El maig del 2012 es feren eleccions legislatives anticipades amb un acord signat entre el Moviment Socialista Panhel·lènic (Pasok), Nova Democràcia (ND) i Reagrupament Popular Ortodox (LAOS), formant un Govern d'Unió Nacional entre aquests tres partits. Tanmateix, la derrota del Pasok, juntament amb el resultat dolent de ND i amb la pèrdua de LAOS de tots els seus elegits no permeté la reconducció del govern sortint. Es convocaren unes noves eleccions legislatives el juny del 2012, després de les quals ND, Pasok i l'Esquerra Democràtica (DIMAR) (sortida de l'ala dreta de SÍRIZA) formaren el govern de Samaràs. Un any més tard, quan el Primer Ministre Andonis Samaràs decidí tancar la Ràdio Televisió Grega, DIMAR, oposada a aquesta decisió, deixà el govern.

## Forces candidates
Dels 36 partits polítics candidats, 32 tenen in fine l'autorització per participar en aquestes eleccions. Els partits polítics principals, o que reberen més vots en el passat, són:
| Partit | Partit                                        | Ideologia                    | Cap de llista          | Resultats de maig de 2012 | Resultats de juny de 2012 |
| ------ | --------------------------------------------- | ---------------------------- | ---------------------- | ------------------------- | ------------------------- |
|        | Nova Democràcia (ND)                          | Liberal-conservadorisme      | Andonis Samaràs        | 21,40% (108 escons)       | 29,66% (129 escons)       |
|        | Coalició de l'Esquerra Radical (SÍRIZA)       | Socialisme democràtic        | Alexis Tsipras         | 16,78% (52 escons)        | 26,89% (71 escons)        |
|        | Moviment Socialista Panhel·lènic (Pasok)      | Socialdemocràcia             | Evànguelos Venizelos   | 13,18% (41 escons)        | 12,28% (33 escons)        |
|        | Grecs Independents (Anel)                     | Conservadorisme nacionalista | Panos Kammenos         | 10,61% (33 escons)        | 7,51% (20 escons)         |
|        | Alba Daurada (XA)                             | Extrema dreta                | Nikólaos Mikhaloliakos | 6,97% (21 escons)         | 6,92% (18 escons)         |
|        | Esquerra Democràtica (Dimar)                  | Socialdemocràcia             | Fotis Kuvelis          | 6,11% (19 escons)         | 6,25% (17 escons)         |
|        | Partit Comunista de Grècia (KKE)              | Comunisme                    | Dimitris Koutsoumpas   | 8,48% (26 escons)         | 4,5% (12 escons)          |
|        | Regenerar Grècia (DX)                         | Liberalisme econòmic         | Thanos Tzimeros        | 2,15%                     | 1,59%                     |
|        | Reagrupament Popular Ortodox (Laos)           | Nacionalisme                 | Giórgos Karatzaféris   | 2,90%                     | 1,58%                     |
|        | Verds Ecologistes (OP)                        | Ecologia política            | Direcció col·legial    | 2,93%                     | 0,88%                     |
|        | To Potami                                     | Socioliberalisme             | Stavros Theodorakis    | N/A                       | N/A                       |
|        | Moviment dels Socialistes Demòcrates (Kinima) | Socialdemocràcia             | Georgios Papandreu     | N/A                       | N/A                       |

## Resultats
| Eleccions legislatives gregues de 2015 |                                                      |                         |           |        |       |        |            |  |
| Partit polític                         | Partit polític                                       | Líder(s)                | Vots      | %      | +/–   | Escons | +/–        |  |
|                                        | Coalició de l'Esquerra Radical (SYRIZA)              | Alexis Tsipras          | 2.246.064 | 36,34  | +9,45 | 149    |            |  |
|                                        | Nova Democràcia (ND)                                 | Andonis Samaràs         | 1.718.815 | 27,81  | -1,85 | 76     | Disminució |  |
|                                        | Alba Daurada (XA)                                    | Nikólaos Mikhaloliakos  | 388.447   | 6,28   | -0,64 | 17     | Disminució |  |
|                                        | To Potami (TO POTAMI)                                | Stavros Theodorakis     | 373.868   | 6,04   | +6,04 | 17     | =          |  |
|                                        | Partit Comunista de Grècia (KKE)                     | Dimitris Koutsoumpas    | 338.138   | 5,47   | +0,97 | 15     |            |  |
|                                        | Grecs Independents (ANEL)                            | Panos Kammenos          | 293.371   | 4,75   | -2,76 | 13     | Disminució |  |
|                                        | Moviment Socialista Panhel·lènic (PASOK)             | Evànguelos Venizelos    | 289.482   | 4,68   | -7,60 | 13     | Disminució |  |
|                                        | Moviment dels Socialistes Democràtics (KINIMA)       | Georgios Papandreu      | 152.230   | 2,46   | +2,46 | 0      | =          |  |
|                                        | Reagrupament Popular Ortodox (LAOS)                  | Gueorguios Karatzaferis | 63.692    | 1,03   | -0,55 | 0      | =          |  |
|                                        | Verds Ecologistes                                    | Comitè de 6 membres     | 30.074    | 0,49   | -5,76 | 0      | Disminució |  |
|                                        | Front de l'Esquerra Anticapitalista Grega (ANTARSYA) | Comitè de 21 membres    | 39.455    | 0,64   | +0,32 | 0      | =          |  |
| Vots vàlids                            | Vots vàlids                                          | Vots vàlids             | 6.181.274 | 97,64% |       |        |            |  |
| Vots no vàlids                         | Vots no vàlids                                       | Vots no vàlids          | 114.703   | 1,81%  |       |        |            |  |
| Vots en blanc                          | Vots en blanc                                        | Vots en blanc           | 34,809    | 0,55%  |       |        |            |  |
| Total                                  | Total                                                | Total                   | 6.330.786 | 100%   |       | 300    |            |  |
| Participació electoral                 | Participació electoral                               | Participació electoral  |           | 63,87% |       |        |            |  |